# イアン・パロット
イアン・パロット（Ian Parrott、1916年3月5日 - 2012年9月4日）は、ウェールズ系のイギリスの作曲家。
ロンドン出身。王立音楽大学で学び、ついで1934年から1937年までオックスフォード大学ニューカレッジに学び、1940年に博士号を取得した。第二次世界大戦中はエジプトで軍務につき、1946年から1950年までバーミンガム大学の講師を務めた。1950年以降、ウェールズの風景や文化に関心を持つようになった。
作品には5つの交響曲、4つのオペラ、多数の室内楽曲がある。1958年のイングリッシュホルン協奏曲と1963年のチェロ協奏曲はジョン・バルビローリによって初演されている。
またエドワード・エルガー協会とピーター・ウォーロック協会の副会長を務めており、シリル・スコットのピアノ作品の研究書も残している。
2012年9月4日、死去。96歳没。

## 文献
- The Spiritual Pilgrims (C. Davies, Llandybie, 1969)
- Elgar (Master Musicians Series) (Dent, London, 1971) ISBN 0-460-03109-0
- The Crying Curlew: Peter Warlock, family & influences (Gomer, Llandysul, 1994) ISBN 1-85902-121-2
- Parrottcisms (British Music Society, Upminster, 2003) ISBN 1-870536-24-X